# Lucílio Basso
Lucílio Basso (em latim: Lucilius Bassus) foi o legado romano  nomeado pelo imperador Vespasiano para a Judeia em 71 d.C. Nomeado para acabar com os últimos resquícios da Grande Revolta Judaica na província, liderou a Legio X Fretensis, destruindo os enclaves judaicos em Heródio e Maquero em sua marcha para o cerco de Massada. 

## Eleazar
Segundo as fontes antigas, durante um cerco comandado por Basso, um jovem chamado Eleazar, cheio de si, resolveu se exibir para os colegas. Ele subiu nas fortificações e começou a conversar com os adversários. Um outro legionário, chamado Rufo, conseguiu pegá-lo e o trouxe de volta às linhas romanas. Basso, provavelmente querendo ensinar uma lição a Eleazar, ordenou que ele fosse despido, amarrado a uma estaca bem de frente para os inimigos e chicoteado. Depois da surra, Basso ordenou que uma cruz fosse construída e Eleazar, percebendo qual seria seu destino, viu que não era tão corajoso quanto acreditava e começou a chorar histericamente. Os lamentos foram tão altos e desagradáveis que os defensores da fortaleza sitiada se comprometeram a se render se Eleazar fosse solto, o que aconteceu e evitou muitas mortes.
Depois da guerra contra os judeus, Basso adoeceu e morreu, sendo substituído por Lúcio Flávio Silva no final de 72.
Antes de seu posto na Judeia, Basso havia sido um prefeito da Classis Ravennas, a frota romana em Ravena, e traiu Vitélio ao se aliar a Vespasiano durante o ano dos quatro imperadores (69). Ele prendeu Aulo Cecina Alieno, um fator determinante para a derrota de Vitélio na Segunda Batalha de Bedríaco.